# Первое популярное радио
«Первое Популярное» радио (до 2007 года — Поп-Са: Первое популярное радио) — московская радиостанция, вещавшая в 2003—2012 годы на частоте 102,5 МГц. 15 октября 2012 года на её частоте начало вещание Comedy Radio.

## История
Вещание радиостанции началось 18 октября 2003 года с 0:00 часов по Москве, где ранее вещала рок-радиостанция Открытое радио. При этом, хотя изменилось название и формат вещания, коллектив, в том числе программный директор Денис Сериков, в целом остался тем же. Такие изменения были осуществлены по требованию владельца станции — холдинга «Газпром-медиа», по словам генерального директора которого Александра Дыбаля: «Для наших акционеров основными критериями качества работы радиостанций являются их доля на рынке и показатели прибыльности. Поэтому для „Открытого радио“ и был предложен новый формат — формат Russian Top-40. Нам он показался интересным».
По словам генерального директора радиостанции Юлии Яковлевой: «Впервые в России мы пришли с классическим форматом топ-40, который традиционно уже много десятков лет пользуется большой популярностью на Западе. <…> На волнах этой станции он услышит самую популярную музыку, актуальную именно сегодня. <…> Если вдруг мы увидим, что в чартах, в рейтингах, которых сейчас достаточно много реально объективно готовится, мы увидим, что какие-то композиции вдруг стали пользоваться огромной популярностью, <…> то это моментально попадает в ротацию на нашу станцию <…> Делается это таким образом. Постоянно, существует огромное количество опросов, чартов, рейтингов, которые делаются в отношении тех музыкальных композиций, которые, в принципе, звучат, которые могут слышать. На основании всех доступных нам источников информации, которые мы получаем, мы делаем сводный рейтинг. Этот сводный рейтинг, это делается постоянно, в режиме онлайн, и этот сводный рейтинг и есть для нас руководство к действию».
В 2006 году программный директор «Первого популярного радио» Денис Сериков перешёл на должность генерального продюсера радиостанции «Энергия» (ВКПМ). Вместе с линейными диджеями программу вел диджей-робот Робопоп.
Среднесуточных охват радиостанции за июнь — август 2011 года составлял 160 тысяч человек. «Газпром-медиа» в начале сентября того же года подтвердила, что не исключает продажи «Первого популярного радио» и Next FM. По мнению гендиректор холдинга «Объединенные медиа» Михаила Бергера, в последнее время станции утратили свои позиции и, скорее всего, не приносят прибыли, а значит, могут оцениваться лишь по стоимости частоты, то есть не более $6-7 млн за каждый актив. С 28 сентября 2011 года «Первое Популярное Радио» перешло в автоматический режим вещания. Линейные диджеи и Робопоп покинули станцию по причине завершения контрактов. Прекратилась работа официального сайта радиостанции. По данным TNS Russia за сентябрь — ноябрь 2011 года, у «Первого популярного радио» были самые низкие из всех радиостанций холдинга «Газпром-медиа» аудиторные показатели: ежедневно в Москве его слушали 109,9 тысяч человек старше 12 лет, а, к примеру, «Детское радио» — 243,7 тысяч, «Эхо Москвы» — 899,7 тысяч. Для сравнения: ежедневная аудитория «Открытого радио» в июне 2003 года составляла 168 тыс. человек, а среднесуточная доля аудитории этой станции составляла в сентябре 2,6 %.
В декабре 2011 года появилась информация, что Газпром-медиа собирается запустить на частоте 102,5 новую радиостанцию, которую планировали отдать в управление входящему в «Газпром-медиа» каналу ТНТ и компании Comedy Club Production. 13 августа 2012 года пермский шоумен и медиа-менеджер Александр Гриценко был назначен программным директором формирующегося Сomedy Radio, которая должна была сменить «Первое популярное радио». 14 октября 2012 года в 7:00 по московскому времени вещание радиостанции прекращено (последняя песня — «Всё сначала» Кристины Орбакайте) и начался отсчёт до начала вещания Comedy Radio. В последний день вещания играла песня Павла Воли «Новое», с перерывом на объявление времени до начала вещания Comedy Radio и рекламу. 15 октября 2012 года в 7:00 по московскому времени вещание радиостанции было прекращено и началось вещание Comedy Radio с первым выпуском утреннего шоу «Comedy Утро».

## Формат
Музыкальный формат станции — Top-40. В эфире звучала русскоязычная поп-музыка. Программная сетка формировалась на основании сводных чартов продаж музыкальных дисков, хит-парадов радиостанций и музыкальных телеканалов. В отличие от ближайшего конкурента («Русское радио») в эфире практически отсутствовали поп-рок-исполнители (например, группы «Звери» и «Сплин»), а также хиты прошлых лет.
Слоган — «За лучшее в настоящем».

## Города вещания
- Москва 102,5 МГц — заменена на Comedy Radio
- Тамбов 105.9 МГц — заменена на Русское радио
- Уфа 103,5 МГц — заменена на Relax FM
- Серпухов 100,7 МГц — заменена на Радио Maximum
- Асино 102,7 МГц — заменена на Асино FM
- Усть-Илимск 103,2 МГц — заменена на Love Radio
- Нижнеудинск 104,1 МГц — закрытие частоты
- Губкин 100,0 МГц — заменена на Радио Дача

## Рейтинги
Еженедельная аудитория радиостанции в Москве — составляла 1 380 000 человек (Данные: TNS, Radio Index — Moscow. October 2010). Целевая аудитория — 25-45 лет, преимущественно женщины.

## Награды
- 2006 год — презентация нового уникального проекта «Смотри радио» и открытие прозрачных студий двух радиостанций — «Первое Популярное» радио и NEXT — в «Новинском Пассаже» (адрес: Новинский б-р, д. 31).
- 14 октября 2006 года — победитель международного конкурса современной архитектуры «Present of Future» в номинации «Дизайн интерьера» и приз за лучший дизайн в современной стилистике.
- 1 декабря 2010 года в эфире «Первого Популярного» состоялся первый в России международный радио-марафон «Стоп СПИД», приуроченный ко Всемирному дню борьбы с ВИЧ/СПИДом. Гостями эфира в этот день стали Владимир Познер, Анна Курникова, Эвелина Хромченко, Леонид Рошаль и другие известные персоны. Кроме того, в прямом эфире состоялись прямые включения с корреспондентами в США, Франции, Великобритании, Германии, ЮАР, Китае и др.
- В мае 2011 года сразу два проекта «Первого Популярного» радио вышли в финал национальной премии «Радиомания». В номинации «Лучшее утреннее шоу» в тройку финалистов попало «Блондинки-Шоу», в номинации «Музыкальная программа/шоу» в финал попал хит-парад «Стерео-Экспресс».

## Ведущие
В разное время в эфире «Первого Популярного» работали:
- Андрей Чижов
- Дарья Донцова
- Александр Пряников
- Егор Плотников
- Игорь Авакян (Блондинки-Шоу)
- Оля Майская
- Дима Морозов
- Настя Найденова
- Артур Миловский
- Роман Воскобойников
- Андрей Хорьков
- Тина Канделаки
- Олег DJ OLEG-OFF Сергеенко
- Юля Солнечная
- Дмитрий Гордеев
- Вика Панина
- Настя Найденова
- Марина Катаева
- Наташа Малец
- Артем Привольный
- Вита Самойлова
- Лена Ветрова
- Алиса Селезнева (Блондинки-Шоу)
- Ольга Бузова (Роман с Бузовой)